# Abdullah Al-Zubi
Abdullah Fayiz Al-Zubi (tiếng Ả Rập: عبد الله فايز الزعبي; sinh ngày 8 tháng 10 năm 1989) là một cầu thủ bóng đá Jordan hiện thi đấu ở vị trí thủ môn cho Đội tuyển bóng đá quốc gia Jordan.

## Sự nghiệp quốc tế
Al-Zubi lần đầu tiên gia nhập đội tuyển quốc gia Jordan tại Đại hội thể thao Toàn Ả Rập 2011 nhưng đã không ra sân trong trận đấu nào. Anh ra sân trong màu áo đội tuyển quốc gia vào ngày 10 tháng 12 năm 2012, trong trận đấu gặp Iraq thuộc khuôn khổ Giải vô địch WAFF 2012, trận đấu mà đội của anh để thua 1-0.

## Thống kê sự nghiệp quốc tế
Tính đến 15 tháng 11 năm 2016
| Đội tuyển quốc gia Jordan | Đội tuyển quốc gia Jordan | Đội tuyển quốc gia Jordan |
| Năm                       | Trận                      | Bàn thắng                 |
| ------------------------- | ------------------------- | ------------------------- |
| 2012                      | 3                         | 0                         |
| 2013                      | 1                         | 0                         |
| 2016                      | 2                         | 0                         |
| Tổng                      | 6                         | 0                         |